# مسجد تینمل
مسجد تینمل (انگلیسی: Tinmal Mosque) یا مسجد جامع تینمل، از بناهای قرن ۱۲ میلادی و دوره موحدون است که در روستای تینمل در رشته‌کوه‌های اطلس بزرگ در کشور مراکش واقع شده است. این مسجد در محلی ابن تومرت بنیان‌گذار هلافت موحدون دفن شده بود، ساخته شد و نمونه‌ای از معماری موحدون است.